# Märta-Maria Dahlin
Märta-Maria Dahlin, född 3 juni 1912 i Tranemo, Älvsborgs län, död 30 oktober 1985 i Dalsjöfors, var en svensk textilkonstnär och målare.
Hon var dotter till disponenten Carl Rundstedt och Therése Jansson och gift 1941–1949 med Gillis Dahlin. Hon studerade vid Tekniska skolan i Stockholm. Separat debuterade hon med en utställning i Alingsås 1949 och hon medverkade i ett flertal samlingsutställningar. Hon var under några år anställd som formgivare vid Silfas mönsteravdelning. Förutom textil består hennes konst av målade blomsterstilleben och landskapsskildringar. Dahlin är begravd på Matteus begravningsplats i Norrköping.  